# 弗拉基米尔·克莱门蒂斯
弗拉基米尔·克莱门蒂斯（捷克語：Vladimír Clementis，1902年9月20日—1952年12月3日），是捷克斯洛伐克的外交家、政治家，曾担任克莱门特·哥特瓦尔德政府的外交部长。1951年，遭到逮捕。1952年被指与鲁道夫·斯兰斯基谋反判处死刑。